# Panhard & Levassor Type X4
Der Panhard & Levassor Type X4 ist ein frühes Pkw-Modell. Hersteller war Panhard & Levassor in Frankreich.

## Beschreibung
Die Fahrzeuge haben einen von Arthur Constantin Krebs entwickelten Ottomotor. Im Motorcode „T4R“ steht das „T“ für diesen „Centaure allégé“ genannten Motor und die „4“ für die Anzahl der Zylinder.
Der Vierzylinder-Reihenmotor hat 90 mm Bohrung, 130 mm Hub und 3308 cm³ Hubraum. Er wurde auch 15 CV genannt. Die Leistung des Frontmotors wird über ein Vierganggetriebe und eine Kardanwelle an die Hinterachse übertragen.
Der Radstand beträgt zwischen 277 cm und 313 cm.
Das Fahrzeug wurde 1909 vorgestellt und ging im November 1910 in Serienproduktion. Sie lief bis Juni 1911. In den einzelnen Kalenderjahren wurden null, vier und zwölf Fahrzeuge hergestellt. In Summe sind das 16 Fahrzeuge, von denen 4 exportiert wurden.